# Дублянська дитяча школа мистецтв імені Стефана Турчака
Дублянська дитяча школа мистецтв ім. Стефана Турчака (ДМШ) — комунальний початковий спеціалізований мистецький навчальний заклад Дублянської міської ради.

## Історична довідка
Школу мистецтв ім. Стефана Турчака було засновано в 1991 році. Метою відкриття самостійного мистецького навчального закладу було забезпечення дітей навчальним центром.
Школа носить ім'я народного артиста, головного диригента Державного академічного симфонічного оркестру України Стефана Турчака.
Протягом 2014—2016 років у приміщенні школи тривали ремонтно-реставраційні роботи. Зокрема відремонтували дах, укріпили фундамент та стіни за кошти місцевого бюджету та у межах програми Державного фонду регіонального розвитку.

## Сьогодення
На сьогодні Дублянська ДШМ налічує 40 викладачів з різних спеціальностей. Охоплює три мистецькі відділення: музичне, художнє, хореографічне. Музичне відділення складається з шести відділів: фортепіанного, струнно-смичкових, народних і духових інструментів, сольного співу й музично-теоретичного. На відділенні образотворчого мистецтва вивчають рисунок, живопис, композицію, історію мистецтва, опановують малярську та графічну техніку, різні матеріали — олівець, фарби, туш, кольоровий папір і глину, вивчають основи кераміки, ткацтва, малювання на склі, писанкарства. Також працюють відділення у смт. Куликів (хореографія, духові, сопілка), с. Грибовичі (хореографія і сопілка), с. Дорошів (хореографія).
Вихованці ДШМ є постійними учасниками щорічних обласних і всеукраїнських виставок-конкурсів дитячого малюнка, музичних фестивалів, конкурсів у Жовкві, Львові, Києві.
Зараз у школі навчаються 465 учнів. Педагогічний колектив школи — це не тільки висококваліфіковані професіонали — викладачі, але й ініціативні, натхненні, творчі особистості, які намагаються перетворити рідну школу в чисте джерельце високої культури, духовності, моральності, де основною метою є виховання в кожній дитині душевних тонкощів, ніжності, доброти, порядності, прищеплювання культури з раннього дитинства.
Школа мистецтв регулярно влаштовує виставки дитячих робіт на районному, обласному та всеукраїнському рівнях. Учні школи мистецтв часто посідають призові місця на обласних, всеукраїнських і міжнародних конкурсах. Традиційно заклад влаштовує музичні концерти для мешканців міста в дні пам'яті Тараса Григоровича Шевченка, на День матері в будинку «Просвіта», на день Дублян. Організовує тематичні концертні програми до свята святого Миколая, Різдва та на роковини видатних мистецьких діячів.
У різноманітних концертних програмах беруть участь ансамбль скрипалів молодших класів, ансамбль скрипалів старших класів, фольклорний ансамбль, оркестр народних інструментів, вокальний ансамбль, зведений хор, колективи викладачів музичного відділу: струнний квартет, інструментальний квартет, дует бандуристів, вокальний жіночий ансамбль, дует гітаристів. Успішно працює оркестр викладачів під керуванням В. М. Литвиненка, функціонує ансамбль народного танцю «Намисто».